# جنبش فرهنگ آزاد

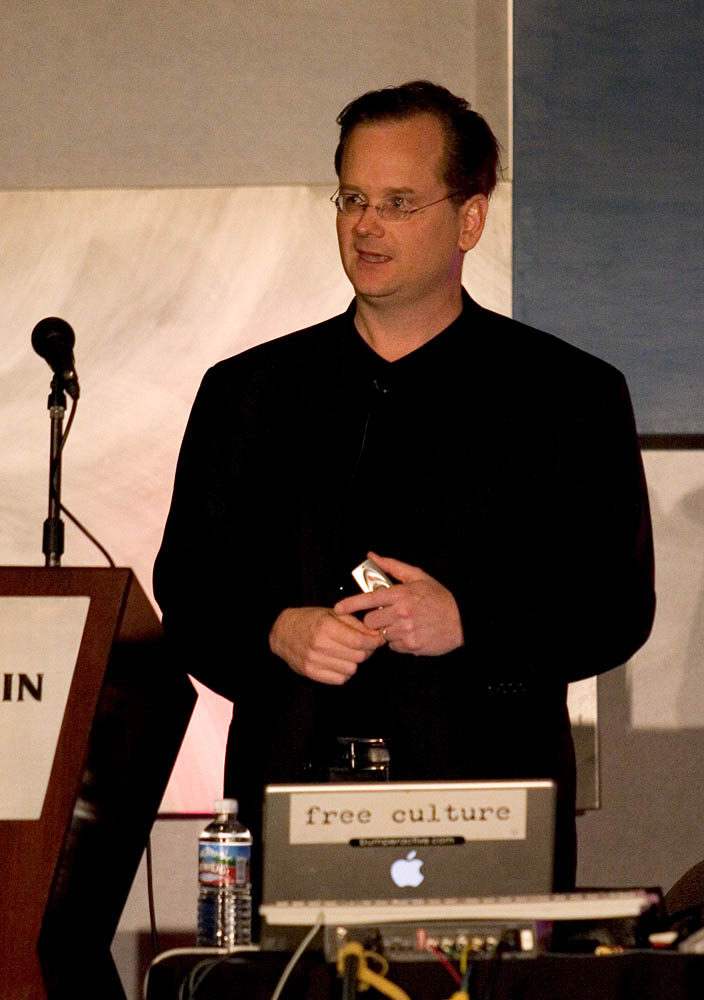
لارنس لسیگ، یکی از فعالان تأثیرگذار جنبش فرهنگ آزاد پشت لپ‌تاپی که برچسب "فرهنگ آزاد" دارد.

جنبش فرهنگ آزاد یک جنبش اجتماعی است که آزادی نشر و ویرایش آثار خلاقانه در قالب محتوای آزاد را با استفاده از اینترنت و بقیهٔ رسانه‌ها ترویج می‌کند.
جنبش با قوانین بیش از حد محدودکنندهٔ حق تکثیر مخالفت می‌کند. بسیاری از اعضای جنبش استدلال می‌کنند که قوانین مشابه کپی‌رایت مانع رشد خلاقیت می‌شوند. آن‌ها به این سیستم «فرهنگ اجازه» می‌گویند.
کرییتیو کامنز سازمانیست که توسط لارنس لسیگ آغاز شد و مجوزهایی را فراهم می‌کند که اجازهٔ به اشتراک‌گذاری تحت شرایط مختلفی را می‌دهند و همچنین پیشنهاد جستجوی آنلاین برای آثار مختلف کرییتیو کامانز را می‌دهد.
جنبش فرهنگ آزاد، به واسطهٔ تبادل آزاد ایده‌ها، با جنبش نرم‌افزار آزاد همسو شده‌است. ریچارد استالمن مؤسس پروژه گنو و فعال نرم‌افزار آزاد، اشتراک آزاد اطلاعات را تشویق می‌کند. این سخن او که نرم‌افزار آزاد به معنی آزادی در "آزادی بیان" است نه "آبجوی رایگان" مشهور است.
امروزه، این اصطلاح برای اشاره به جنبش‌های دیگری از جمله دسترسی آزاد (OA)، فرهنگ هکر، جنبش دسترسی به دانش، یادگیری بازمتن و جنبش کپی‌لفت استفاده می‌شود.
اصطلاح "فرهنگ آزاد" از سال ۲۰۰۳ در اجلاس جهانی سران درباره جامعه اطلاعاتی تاکنون به کار می‌رود تا اولین مجوز آزاد برای خلاقیت هنری در ابعاد بزرگ که توسط تیم نگرش کپی‌لفت در فرانسه از سال ۲۰۰۱ آغاز شد، را ارائه کند. (مجوز هنر آزاد نامگذاری شده‌است) این اصطلاح بعدها در کتاب فرهنگ آزاد توسط لارنس لسیگ گسترش یافت.

## پیشینه
در سال ۱۹۹۸ کنگره ایالات متحده آمریکا با لایحهٔ گسترش بازه کپی‌رایت سونی بونو که با امضای رئیس‌جمهور کلینتون به قانون تبدیل شد، موافقت کرد. قانون وضع شده، بیست سال به زمان حفاظت از کپی‌رایت افزود، که در نتیجه آثار تا هفتاد سال بعد از مرگ خالق مشمول کپی‌رایت می‌شوند. لایحه توسط شرکت‌های موسیقی و فیلم مانند شرکت والت دیزنی شدیداً تحمیل شد و لقب لایحهٔ حفاظت از میکی‌موز گرفت. لارنس لسیگ ادعا کرد کپی‌رایت مانعیست برای تولیدات فرهنگی، به اشتراک‌گذاری دانش و خلاقیت فناورانه و این منافع شخصی که در قانون تعیین شده‌اند برخلاف منافع عمومی هستند. او در سال ۱۹۸۸ در کل کشور سفر کرد و صدها سخنرانی در پردیس دانشگاه‌ها کرد و از این طریق جنبش را برانگیخت. این فعالیت‌ها به اصول اولین فصل دانشجویان برای فرهنگ آزاد در کالج سوارثمور منتهی شد.
در سال ۱۹۹۱ لسیگ لایحهٔ بونو را به چالش کشید و پرونده را به دیوان عالی ایالات متحده آمریکا کشاند. با وجود عقیده راسخ او بر پیروزی، با استناد به بند صریح قانون اساسی دربارهٔ اصطلاحات «محدود شده» کپی‌رایت، لسیگ فقط دو رای مخالف از استیون بریر و جان پال استیونز گرفت.
در سال ۲۰۰۱، لسیگ کرییتیو کامنز را به عنوان جایگزینی برای سیستم پیشفرض کپی‌رایت که به صورت «تمام حقوق محفوظ است» می‌باشد، به صورت سیستم مجوزدهی «بعضی حقوق محفوظ است» آغاز کرد.

## سازمان‌ها

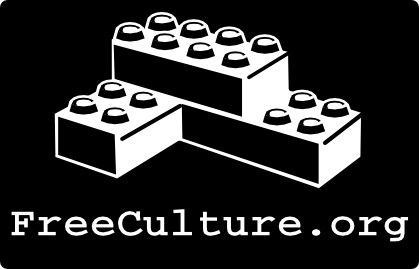
لوگو جنبش فرهنگ آزاد

کریتیو کامانز (CC) که توسط لارنس لسیگ تأسیس شد، سازمانیست که عموماً با فرهنگ آزاد در ارتباط است. این سازمان به اشتراک گذاری کارهای خلاقانه و انتشار ایده‌ها برای ایجاد تحرک فرهنگی، فرایند علمی و خلاقیت تجاری را ترویج می‌کند.
QuestionCopyright.org یکی دیگر از سازمان‌هاییست که هدفش را «تاکید روی خسارات اقتصادی، هنری، اجتماعی ایجاد شده توسط گسترش انحصار و نشان‌دادن اینکه چگونه توزیع برمبنای آزاد برای هنرمندان و مخاطبین بهتر است» بیان می‌کند. QuestionCopyright بیشتر به خاطر همکاری با هنرمند نینا پیلی که انیمیشن بلند او با نام Sita Sings The Blues که چندین جایزه برنده شده و به عنوان مثالی موفق از توزیع آزاد تحت حمایت «پروژه توزیع سیتا» می‌باشد، شناخته شده‌است. سایت سازمان حاوی تعدادی منابع، انتشارات و بقیه منابع مرتبط با مسائل گوناگون کپی‌رایت، پتنت و علامت تجاری است.
سازمان دانشجویی با نام دانشجویان برای فرهنگ آزاد وجود دارد که گاهی به اشتباه «جنبش فرهنگ آزاد» خوانده می‌شوند اما این نام رسمی آن‌ها نیست. این سازمان بخشی از یک جنبش بزرگتر است و اولین شعبهٔ آن در سال ۱۹۹۸ در کالج سوارتمور آغاز به کار کرد و سال ۲۰۰۸ سازمان ۲۶ شعبه داشت.
جنبش فرهنگ آزاد ایده‌آل‌های جنبش نرم‌افزار آزاد را گرفته و آن‌ها را از رشتهٔ نرم‌افزار به تمام آثار فرهنگی و خلاقانه تعمیم داده است. خیلی زود در حیات کریتیو کامانز، ریچارد استالمن (مؤسس بنیاد نرم‌افزار آزاد و جنبش نرم‌افزار آزاد) از سازمان حمایت کرد. او به خاطر معرفی چندین مجوز شامل جوامع در حال توسعه و مجوزهای نمونه از حمایتش کناره‌گیری کرد و بعدتر وقتی کریتیو کامانز مجوزهای فوق را کنار گذاشت بخشی از حمایت‌هایش را برگرداند.
اوایل ۱۹۹۴ زیرمجموعهٔ جنبش فرهنگ آزاد با نام جنبش موسیقی آزاد توسط رام سامودرالا به صورت وب و با محبوبیت فلسفه موسیقی آزاد آغاز به کار کرد. جنبش برمبنای ایدهٔ نرم‌افزار آزاد توسط ریچارد استالمن بود و با جنبش هنر باز که در حال شکل‌گیری بود و جنبش اطلاعات باز همزمان شد (به همان اندازهٔ "جنبش فرهنگ آزاد" به آن ارجاع داده شده) فلسفهٔ موسیقی آزاد از سه روش برای تشویق داوطلبانه نشر کپی‌برداری بدون محدودیت بر مبنای این حقیقت که کپی‌های ضبط شده‌ها و اجراهای موسیقی می‌توانند با دقت کامل و راحتی حاصل از استفاده از اینترنت ایجاد شوند و منتشر شوند، استفاده می‌کند. متعاقباً گزارش‌هایی دربارهٔ جنبش موسیقی آزاد توسط رسانه‌های گوناگونی شامل بیلبورد (مجله)، فوربز، مجلهٔ موسیقی اورجینال لوی، رادیکال آزاد نیویورک، وایرد و نیویورک تایمز منتشر شد. همراه نرم‌افزار آزاد و لینوکس (یک سیستم‌عامل آزاد)، مجوزهای کپی‌لفت، انفجار وب و ظهور همتا به همتا (رایانه) و فشرده‌سازی با اتلاف و با وجود تلاش‌های صنعت موسیقی، موسیقی آزاد به یک واقعیت در اوایل قرن ۲۱ام تبدیل شد.

## تعریف کردن آزادی
در جنبش فرهنگ آزاد، کریتیو کامانز به خاطر کمبود استانداردهایش برای آزادی مورد نقد قرار گرفت. به همین دلیل برخی از همراهان جنبش فقط تعداد کمی از مجوزهای کریتیو کامانز را بر مبنای تعریف آثار فرهنگی آزاد، آزاد در نظر گرفتند. در فوریه ۲۰۰۸، کریتیو کامانز نشان "مورد تایید برای استفاده‌های فرهنگ آزاد" را به مجوزهای انتشار و انتشار همسان اضافه کرد. خلاصهٔ مجوزهایی که همراه محدودیت‌هایی در زمینهٔ استفادهٔ تجاری یا کارهای اشتقاقی بودند، هیچ نشان مخصوصی از فرهنگ آزاد نداشتند.

## انتقاد
نقد Vocal علیه جنبش فرهنگ آزاد از سوی طرفداران کپی‌رایت صورت گرفت. ریک کارنس رئیس صنف ترانه‌سرایان آمریکا و کلی هادجینس مدیر اجرایی arts+labs، اتحادی از شرکت‌های فناوری و رسانه‌ای، ادعا کردند که بر خلاف استدلال جنبش فرهنگ آزاد که کپی‌رایت «فرهنگ را نابود می‌کند»، جنبش به خودی خود و رسانه‌ای که ایجاد می‌کند به صنعت هنر و رشد اقتصادی لطمه میزنند.
علاوه بر این، برخی استدلال می‌کنند که اتمسفر مناظره کپی‌رایت تغییر کرده و جنبش فرهنگ آزاد باید از تولیدکنندگان فرهنگ در برابر شرکت‌ها دفاع کند اما الان این باعث ضرر زدن به تولیدکنندگان آثار فرهنگی کوچکتر می‌شود. فن‌شناس و موزیسین برجسته جارون لانیر و بسیاری دیگر از این چشم‌انداز بحث می‌کنند.
آندرو کین، منتقد وب ۲٫۰، بعضی از ایده‌های فرهنگ آزاد را در کتابش با عنوان فرقهٔ یک آماتور نقد می‌کند و لسیگ را «کمونیست مالکیت هوشمندانه» توصیف می‌کند.
در صنعت رسانه‌های خبری، برخی فرهنگ آزاد را به عنوان عامل کاهش بازارشان سرزنش کردند. اگر چه دانشجوهایی مثل کلی شیرکی ادعا کردند که خود بازار و نه فرهنگ آزاد، صنعت روزنامه‌نگاری را نابود می‌کند.